# Adobe Photoshop
Adobe Photoshop este un software folosit pentru editarea imaginilor digitale pe calculator, program produs și distribuit de compania americană Adobe Systems și care se se adresează în special profesioniștilor domeniului.

## Date curente
Adobe Photoshop, așa cum este cunoscut astăzi, este vârful de lance al gamei de produse software pentru editare de imagini digitale, fotografii, grafică pentru tipar, video și Web de pe piață. Photoshop este un program cu o interfață intuitivă și care permite o multitudine extraordinară de modificări necesare în mod curent profesioniștilor și nu numai: editări de luminozitate și contrast, culoare, focalizare, aplicare de efecte pe imagine sau pe zone (selecții), retușare de imagini degradate, număr arbitrar de canale de culoare, suport de canale de culoare pe 8, 16 sau 32 biți, efecte third-party etc. Există situații specifice pentru un profesionist în domeniu când alte pachete duc la rezultate mai rapide, însă pentru prelucrări generale de imagine, întrucât furnizează instrumente solide, la standard industrial, Photoshop este efectiv indispensabil.
Alături de aplicația Photoshop (ajuns la versiunea CC, succesorul versiunii CS6), este inclusă și aplicația ImageReady, cu un impresionant set de instrumente Web pentru optimizarea și previzualizarea imaginilor (dinamice sau statice), prelucrarea pachetelor de imagini cu ajutorul sistemului droplets-uri (mini-programe de tip drag and drop) și realizarea imaginilor rollover (imagini ce își schimbă aspectul la trecerea cu mouse-ul peste), precum și pentru realizarea de GIF-uri animate.

## Istorie
Prima versiune a programului a fost distribuită în februarie 1990 de către frații  Thomas și  John Knoll.
Povestea începe cu tatăl lor, profesorul de liceu Glenn Knoll, pasionat de fotografie. Cei doi băieți au ajuns cu timpul să aibă oarecare interese în domeniul în plus, atât Glenn cât și cei doi copii au ajuns să fie pasionați de calculatoare încă din 1978 când au cumpărat un calculator produs de Apple Computer. În 1987 Thomas a cumpărat unul dintre modelele noi de Apple, un Apple Macintosh Plus, pentru a-l ajuta la scrierea lucrării de doctorat, "prelucrarea imaginilor digitale". Dezamăgit de faptul că nu putea afișa tonurile de gri din imagini, Thomas a început să scrie cod care să le simuleze pe afișaj. În vacanța pe care au petrecut-o împreună, fratele său John a fost fascinat de rezultatele muncii lui Thomas în această privință, mai ales că aceste rutine semănau în mod izbitor cu uneltele de editare deja existente în programul Pixar - John lucra la Industrial Light and Magic. Acest interes comun s-a concretizat în decizia celor doi de a încerca să creeze un pachet grafic pentru calculatoare personale.
Prima versiune a rezultatului muncii celor doi frați se numea "Display"; încet-încet, datorită necesităților apărute pe parcurs, chiar această primă versiune includea import-export de diverse formate și chiar corecție gamma. În 1988 acest pachet a ajuns să se numească "ImagePro", și cei doi au început să încerce să creeze o bază comercială pentru crearea unei afaceri: soția lui Thomas deja aștepta un copil, iar el încă lucra cu fratele său la dezvoltarea acestui program în continuare personal. La începutul lui 1988, Thomas a decis să-și mai acorde șase luni pentru a finaliza o versiune beta a acestui program înainte de a-și căuta o slujbă, urmând ca John să-și încerce apoi norocul în Silicon Valley pentru a-l vinde unei firme suficient de mari ca să asigure distribuția și dezvoltarea ulterioară. În general, companiile din Silicon Valley nu au fost foarte interesate de acest pachet: o singură companie, BarneyScan a arătat ceva interes și a distribuit programul, deja numit "Photoshop", pe termen scurt, împreună cu scanerele lor, fără costuri suplimentare pentru clienți. În total 200 de copii ale programului au fost distribuite în acest fel. Firma SuperMac a refuzat colaborarea cu cei doi fiindcă nu li s-a părut că Photoshop ar aduce ceva nou față de propriul lor program de editare, PixelPaint.
Abia în septembrie 1988 frații Knoll au reușit să-și atingă scopul: au trezit interesul firmei Adobe după o prezentare a programului și acestora le-a plăcut. Au semnat un contract de licențiere a Photoshop către Adobe, iar după încă zece luni de dezvoltare au apărut, în februarie 1990 Photoshop 1.0.
Thomas încă este implicat în proiectul Photoshop - n-a reușit să-și termine niciodată teza de doctorat. John și-a continuat cariera la ILM, participând printre altele la proiecte mari ale acestora, incluzând părți din proiectele Mission Impossible, Star Trek și Star Wars. Glenn continuă să fie profesor.

## Avantaje
Principalele elemente prin care Photoshop se diferențiază de aplicațiile concurente și prin care stabilește noi standarde în industria prelucrării de imagini digitale sunt:
- Selecțiile
- Straturile (Layers)
- Măștile (Masks)
- Canalele (Channels)
- Retușarea
- Optimizarea imaginilor pentru Web

### Formate fișiere
Photoshop poate citi majoritatea fișierelor raster și vector. De asemenea, are o serie de formate proprii:
- PSD (abreviere pentru Photoshop Document). Acest format conține o imagine ca un set de straturi (Layers), incluzând text, măști (mask), informații despre opacitate, moduri de combinare (blend mode), canale de culoare, canale alfa (alpha), căi de tăiere (clipping path), setări duotone precum și alte elemente specifice Photoshop. Acesta este un format popular și des răspândit în rândul profesioniștilor, astfel că este compatibil și cu unele aplicații concurente Photoshop.
- PSB (denumit Large Document Format) este o versiune mai nouă a formatului PSD, conceput special pentru fișiere mai mari (2GB) sau cu o informație prezentă pe o suprafață definită de laturi mai mari de 30.000 de pixeli (suportă până la 300.000x300.000 pixeli).
- PDD este un format mai puțin întâlnit, fiind asociat inițial aplicației Adobe PhotoDeluxe, astăzi (după 2002) compatibil doar cu aplicațiile Adobe Photoshop sau Adobe Photoshop Elements.

### Ultimele instrumente
- Camera RAW: Instrumentul oferă acces rapid și facil la imaginile tip RAW produse de majoritatea camerelor foto digitale profesionale și de mijloc. Camera RAW se folosește de toate detaliile acestor fișiere pentru a obține un control total asupra aspectului imaginii, fără a modifica fișierul în sine.
- Adobe Bridge: Un browser complex, de ultimă generație, ce simplifică gestionarea fișierelor, poate procesa mai multe fișiere de tip RAW în același timp și pune la dispoziția utilizatorului informația metadata de tip EXIF etc.
- Multitasking: Adobe introduce posibilitatea de a folosi toate aplicațiile sale din suita "Creative suite 2" în sistem multitasking.
- Suport High Dynamic Range (HDR) pe 32 biți: Creează și editează imagini pe 32 biți, sau combină cadre fotografice de expuneri diferite într-una ce include valorile ideale de la cele mai intense umbre până la cele mai puternice zone de lumină.
- Shadow/Highlight: Îmbunătățește contrastul fotografiilor subexpuse sau supraexpuse, inclusiv imagini CMYK, păstrând în continuare echilibrul vizual al imaginii.
- Vanishing Point: Oferă posibilitatea de a clona, picta sau lipi elemente ce automat se transpun în perspectiva obiectelor din imagine.
- Image Warp: Capacitatea de a deforma imaginile plane după o matrice ușor editabilă, folosind mouse-ul.
- Corectarea deformărilor cauzate de lentile: Lens Distort corectează cu ușurință efectele obișnuite date de lentilele aparatelor foto precum cele cilindrice, sferice, tip pâlnie, "efectul de vignetă" (funcție de poziționarea față de lumină, colțurile fotografiilor sunt fie întunecate, fie luminate în contrast cu restul fotografiei) sau aberațiile cromatice.
- Personalizarea aplicației:Posibilitatea de a personaliza orice scurtătură sau chiar funcțiile din meniul aplicației și posibilitatea de a salva modificările pentru fiecare mod de lucru în parte.
- Control îmbunătățit al straturilor (layers): capacitatea de a selecta mai multe straturi în același timp.
- Smart objects: abilitatea de a deforma, redeforma și a reveni la starea inițială a obiectelor fără a pierde din calitate.